# 石田英二
石田 英二（いしだ えいじ、1908年 - 1980年）は、日本の英文学者、翻訳家。
1932年京都帝国大学文学部卒業。西京大学教授、1960年頃京都府立大学教授、1970年頃ノートルダム女子大学教授。英米文学の翻訳を多く行った。

## 翻訳
- 『限りなきいのち』（ユージン・オニール、井上宗次共訳、岩波文庫） 1938
- 『奇妙な幕間狂言』（オニール、井上宗次共訳、岩波文庫） 1939
- 『過去と現在 』（カーライル、石田憲次共訳、岩波文庫） 1941
- 『トム・ソーヤーの冒険 』（マーク・トウェーン、岩波文庫） 1946
- 『アンナ・クリスティ』（オニール、岩波文庫） 1951
- 『氷人来たる』（E・オニール、井上宗次共訳、新潮社） 1955
- 『オニール一幕物集』（オニール、井上宗次共訳、新潮文庫） 1956
- 『死の谷 マクティーグ』（ノリス、井上宗次共訳、岩波文庫） 1957
- 『荒野の呼び声 』（ジャック・ロンドン、平凡社、世界名作全集29） 1960
- 『テス』（トマス・ハーディ、井上宗次共訳、岩波文庫） 1960
- 『クリステイ短編集（一）』（アガサ・クリスティ、井上宗次共訳、新潮文庫） 1960
- 『クリステイ短編集（二）』（アガサ・クリスティ、井上宗次共訳、新潮文庫） 1961
- 『フォーサイト家物語』全3巻（ゴールズワージー、臼田昭,井上宗次共訳、角川文庫） 1961 - 1962
- 『海から来た男 クイン氏登場1』（アガサ・クリスティー、早川書房） 1963　※ 石田英士名義
- 『翼の折れた鳥 クイン氏登場2』（アガサ・クリスティー、早川書房） 1963　※ 石田英士名義
- 『謎のクィン氏』（アガサ・クリスティー、ハヤカワ・ミステリ文庫） 1978.10　※ 石田英士名義

| スタブアイコン | サブスタブ | この項目は、まだ閲覧者の調べものの参照としては役立たない、人物に関連した書きかけの項目です。この項目を加筆・訂正などしてくださる協力者を求めています（P:人物伝/PJ:人物伝）。 |